# Dominique Poussier
 (décembre 2014).
Si vous disposez d'ouvrages ou d'articles de référence ou si vous connaissez des sites web de qualité traitant du thème abordé ici, merci de compléter l'article en donnant les références utiles à sa vérifiabilité et en les liant à la section « Notes et références ».
Dominique Poussier était notamment l'ancienne directrice des programmes jeunesses de TF1.

## Histoire

### La collaboration avec Pascale Breugnot
Dominique Poussier arrive sur TF1 en 1987, engagée comme directrice de production et était le bras droit de Pascale Breugnot. Elle travaillait dans des magazines comme Perdu de vue.

### La consécration aux programmes jeunesses
En 1994, Patrick Le Lay confia à Dominique Poussier le soin de constituer un catalogue de séries puisque les séries jeunesses diffusées sur TF1 appartenaient à AB Productions. Après avoir constitué un catalogue, TF1 lui confie À tout Spip en remplacement du Club Dorothée Avant l'école. Elle parvient à la direction de l'unité en 1997, crée TF! Jeunesse et atteint les lourdes charges de rajeunir les programmes jeunesses, et de « faire remonter » les audiences déclinantes (mais toujours leader cela dit). Après des critiques des fans de Dorothée, elle expliquera sur le site de Une idole que sa démarche n'était pas d'être anti-Japon à la suite des diffusions de Pokémon, Digimon Adventure . Coûtante sans doute plus chère qu'au départ, elle est remplacée en 2010 à la tête de la direction de l'unité jeunesse par Yann Labasque.
Elle montera par la suite son entreprise de conseil du nom de DP Consulting en janvier 2011 et développe des programmes télévisés.

## Émissions
- A tout Spip (1995 - 1996)
- Salut les toons (1996 - 2003)
- TF! Jeunesse (1997 - 2006)
- Tfou (2007 - 2010)

## Articles Connexes
- TF1
- Pascale Breugnot
- TF! Jeunesse